# Rektoratskirche St. Elisabeth (Klagenfurt)

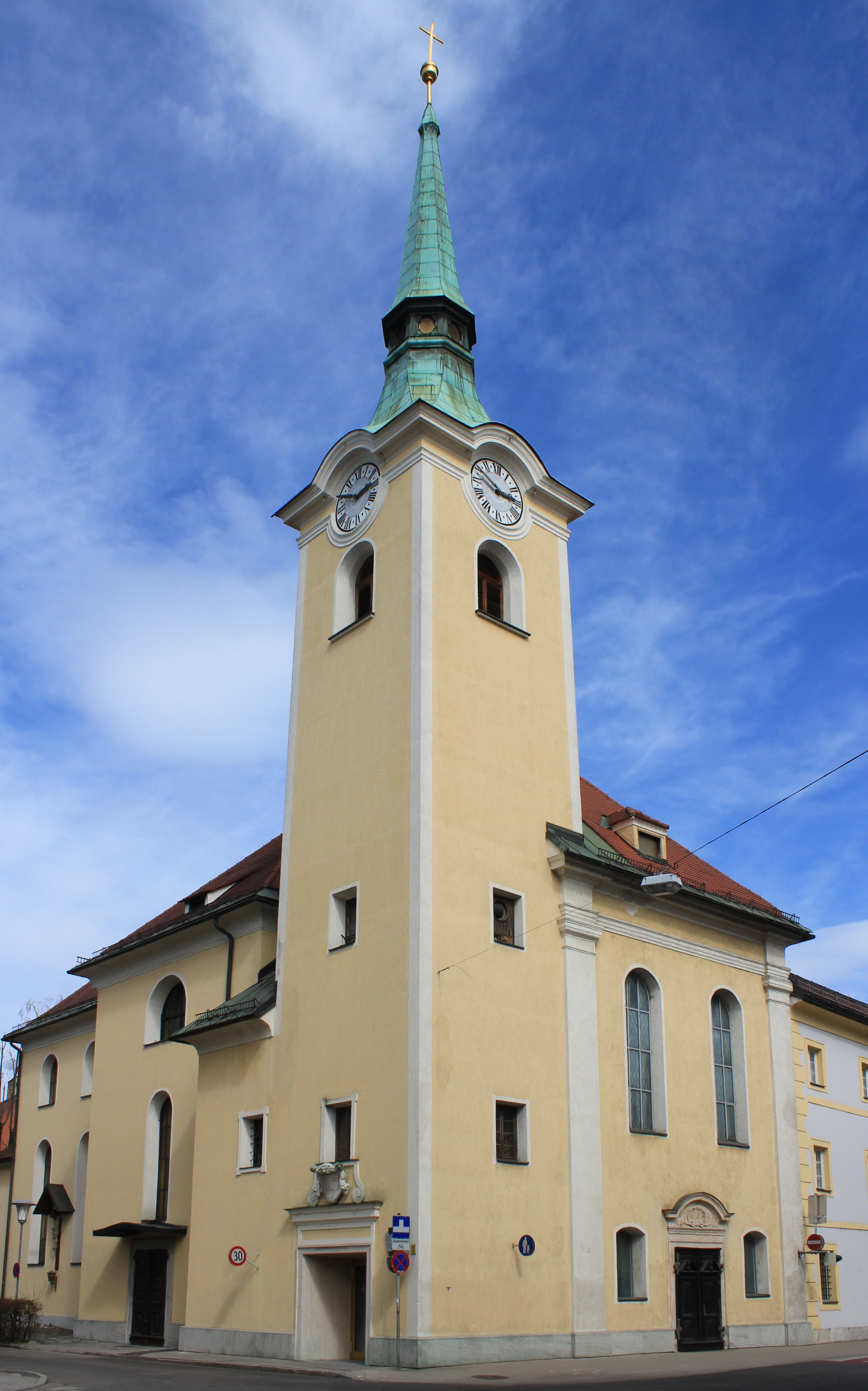

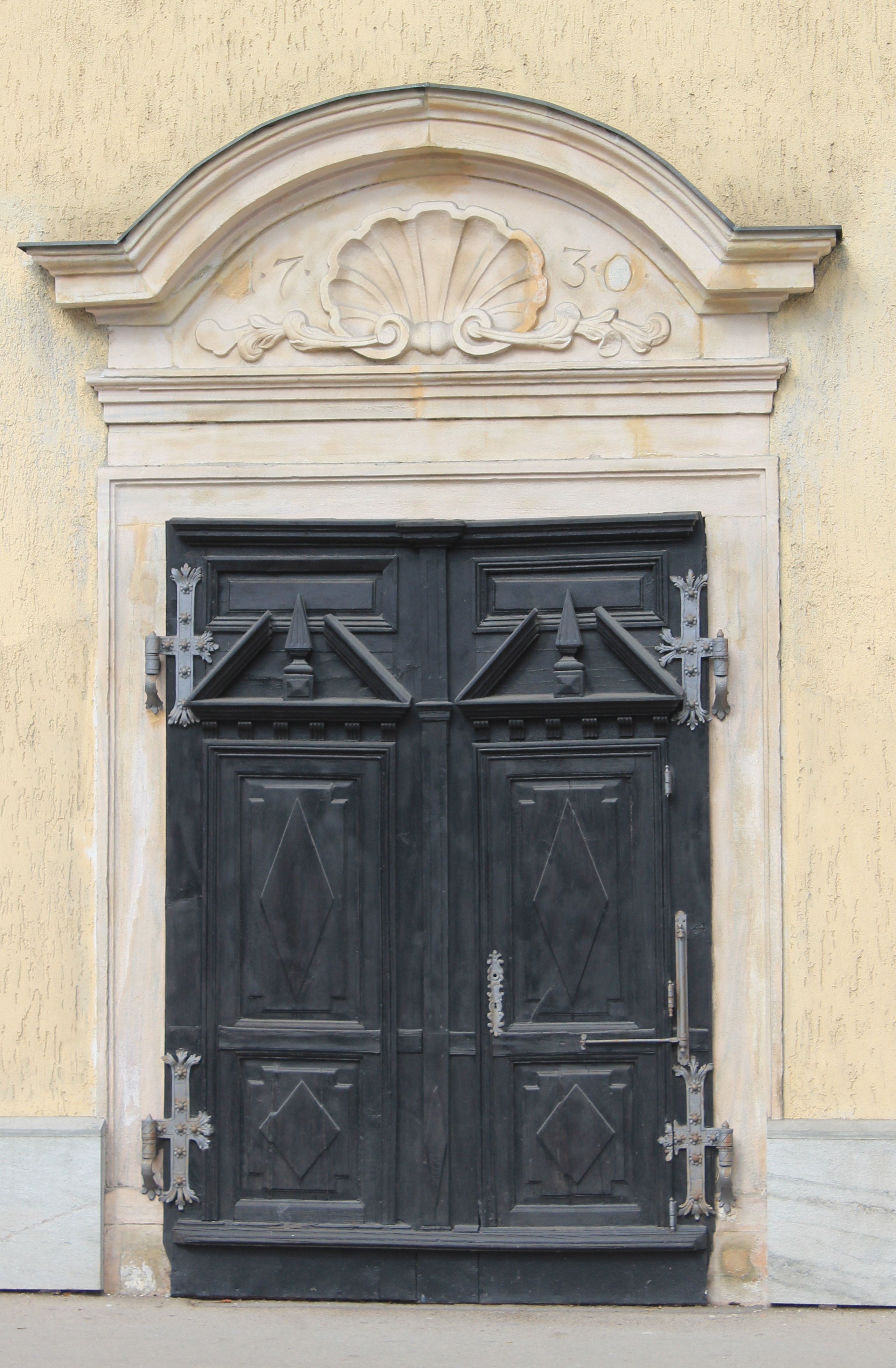
Südportal

Die Rektoratskirche St. Elisabeth ist die frühere Pfarrkirche St. Lorenzen und steht an der Völkermarkter Straße in Klagenfurt.
Der Weihetitel der Kirche ist St. Lorenz, das Patrozinium St. Elisabeth.

## Geschichte
Die Kirche wurde 1720 bis 1732 als Konventkirche des Elisabethinenklosters erbaut und wurde durch Erzherzogin Marianne, die von 1768 bis zu ihrem Tod 1789 in der jetzigen bischöflichen Residenz lebte, gefördert. 1784 wurde der Sakralbau Vorstadtkirche und 1853 selbstständige Pfarrkirche. 2010 hob Bischof Alois Schwarz die Pfarre auf und gliederte sie in die Dompfarre ein.

## Baubeschreibung
Die Kirche ist ein genordeter, barocker längsachsiger Zentralbau über kreuzförmigen Grundriss. Das nüchterne Äußere der Kirche wird durch den Turm mit einem geschwungenen Spitzhelm an der Südwestecke dominiert. Über dem ehemaligen südseitigen Eingangsportal im Giebelfeld eine Rocaille und die Jahreszahl 1730 zu sehen.
Der ursprünglich wohlproportionierte Innenraum ist durch die vergrößerte flachtonnenunterwölbte Orgelempore und den dreijochigen Chor, welcher 1962 um zwei Joche verlängert wurde, in seiner Wirkung beeinträchtigt. Im Chor und im Bereich der Orgelempore erhebt sich ein Tonnengewölbe mit Stichkappen. Das kuppelige Patzlgewölbe im Mittelquadrat bemalte 1890 Josef Veiter mit der Marienkrönung und den vier Evangelisten. Reich verkröpftes Gesims auf Pilastern, Blendarkaden und Mauervertiefungen gliedern die Wände. Die kurzen Kreuzarme des Langhauses sind tonnengewölbt. Drei hohe rundbogige Fenster mit darüber befindlichen Lünettenfenster an der Chorwestwand und vier rundbogige bzw. segmentbogige Fenster an der Südwand belichten den Kirchenraum.

## Einrichtung

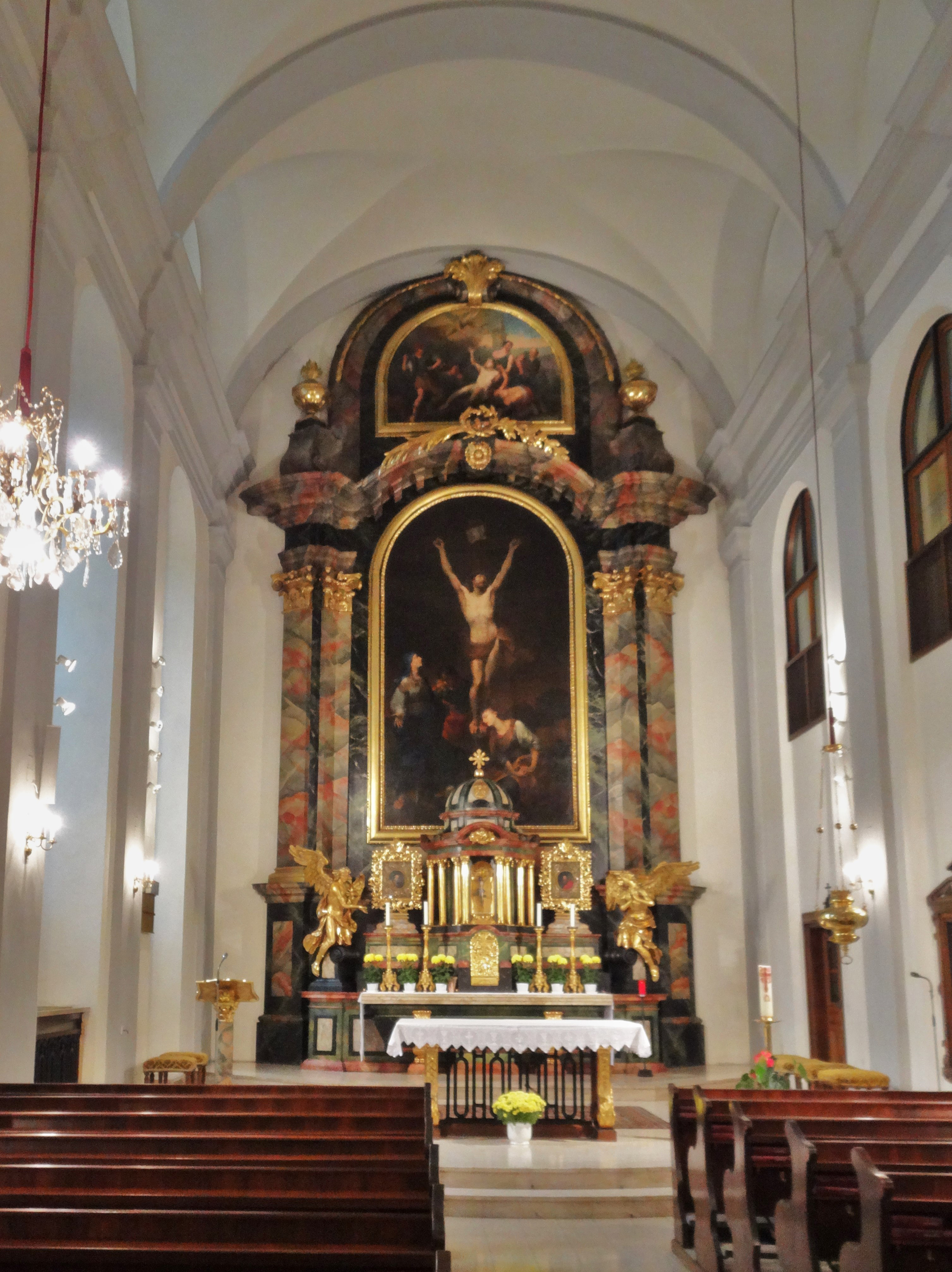
Innenansicht mit Hochaltar

Der wandfüllende, flache Hochaltar von 1784 trägt ein 1778 von einem Knoller gemaltes Kreuzigungsbild und ein von Josef Veiter restauriertes Oberbild mit dem Martyrium des heiligen Laurentius. Der als Kuppelbau mit Säulen ausgeführte spätbarocke Tabernakel zeigt an der Tür ein Relief mit der Kreuzabnahme. Seitlich sind zwei um 1700 entstandene Reliquienbehälter mit Miniaturbildern der Apostelfürsten Petrus und Paulus in reichen Aktanthusrahmen aufgestellt. Die beiden großen, knienden Engel schuf 1786 Michael Zill.
Die beiden Seitenaltäre mit Säulen und Voluten entstanden um 1730. Der linke Seitenaltar zeigt die Bilder der Kreuzabnahme und des heiligen Josefs sowie seitlich die Statuen der heiligen Petrus und Paulus und im Aufsatz die heiligen Dominikus, Franziskus und Raphael. Der Glasschrein von 1749 birgt Gebeine der heiligen Klara. Das Altarblatt des rechten Seitenaltars mit der Almosen spendenden heiligen Elisabeth malte 1884 Josef Veiter, das Aufsatzbild zeigt die heilige Anna mit Maria. Die Altarfiguren stellen König David und wohl den heiligen Leonhard sowie im Aufsatz die heiligen Monika, Klara und einen Engel dar.
An der Ostwand ist eine barocke Konsolenfigur des heiligen Johannes Nepomuk von 1729 angebracht. Der Taufstein im Chor trägt einen klassizistischen Holzaufsatz und eine Täufergruppe. In der 1786 im Auftrag der Erzherzogin Marianne erbaute Gruft befindet sich eine um 1780 entstandene vierfigurige Kreuzigungsgruppe aus Blei, die Balthasar Ferdinand Moll zugeschrieben wird.

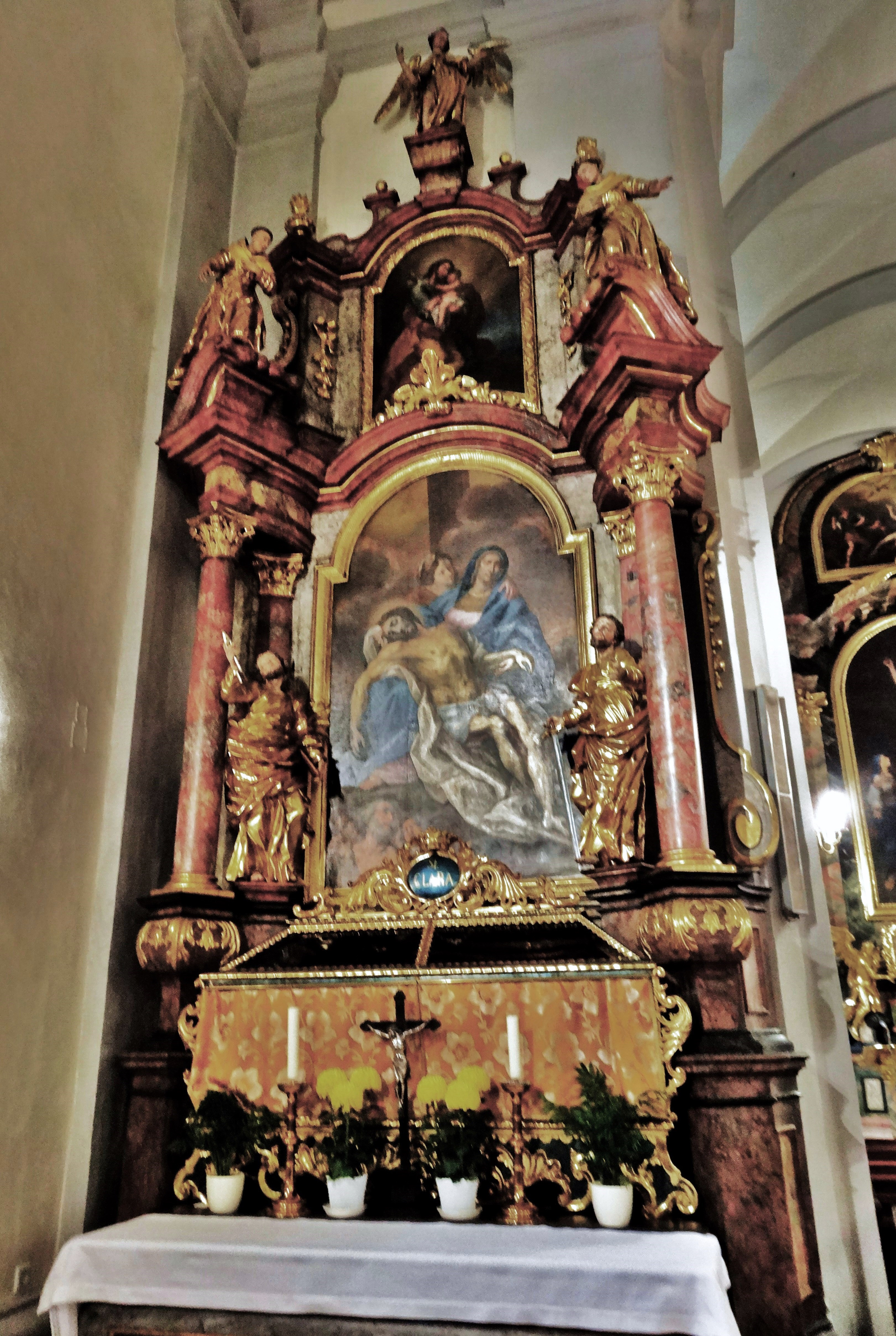
Linker Seitenaltar
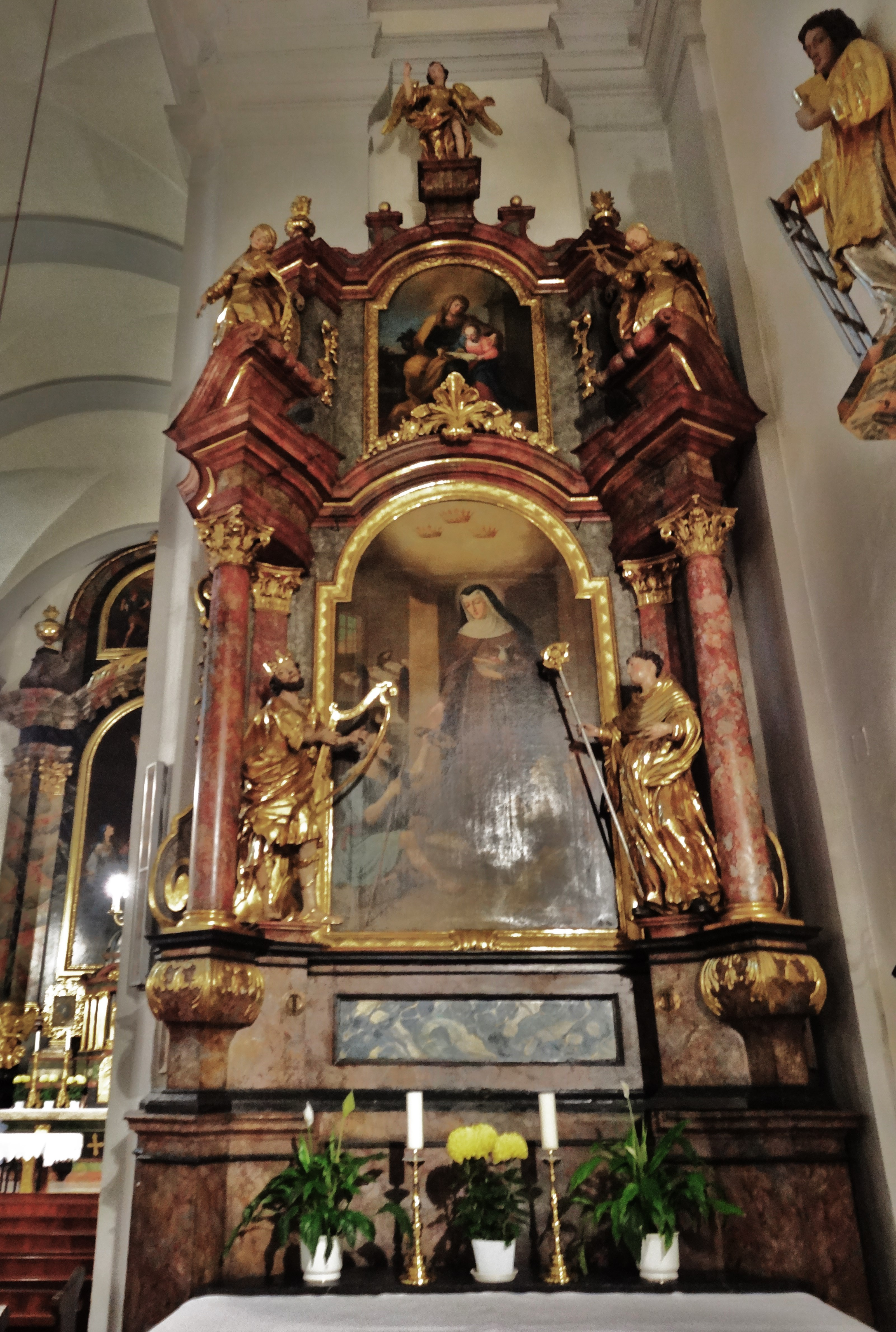
Rechter Seitenaltar